# Монастырь Марии Лорето (Ландсхут)
Монастырь Марии Лорето (нем. Kloster Maria Loreto) — бывший монастырь ордена капуцинов, в 1835 году ставший францисканским, располагавшийся на площади Мариенплац в баварском городе Ландсхут (Нижняя Бавария) и относившийся к архиепархии Мюнхена и Фрайзинга. С 2002 года бывшая монастырская церковь Благовещения (нем. Klosterkirche Mariä Verkündigung) используется местным приходом Румынской православной церкви.